# Odernheim am Glan

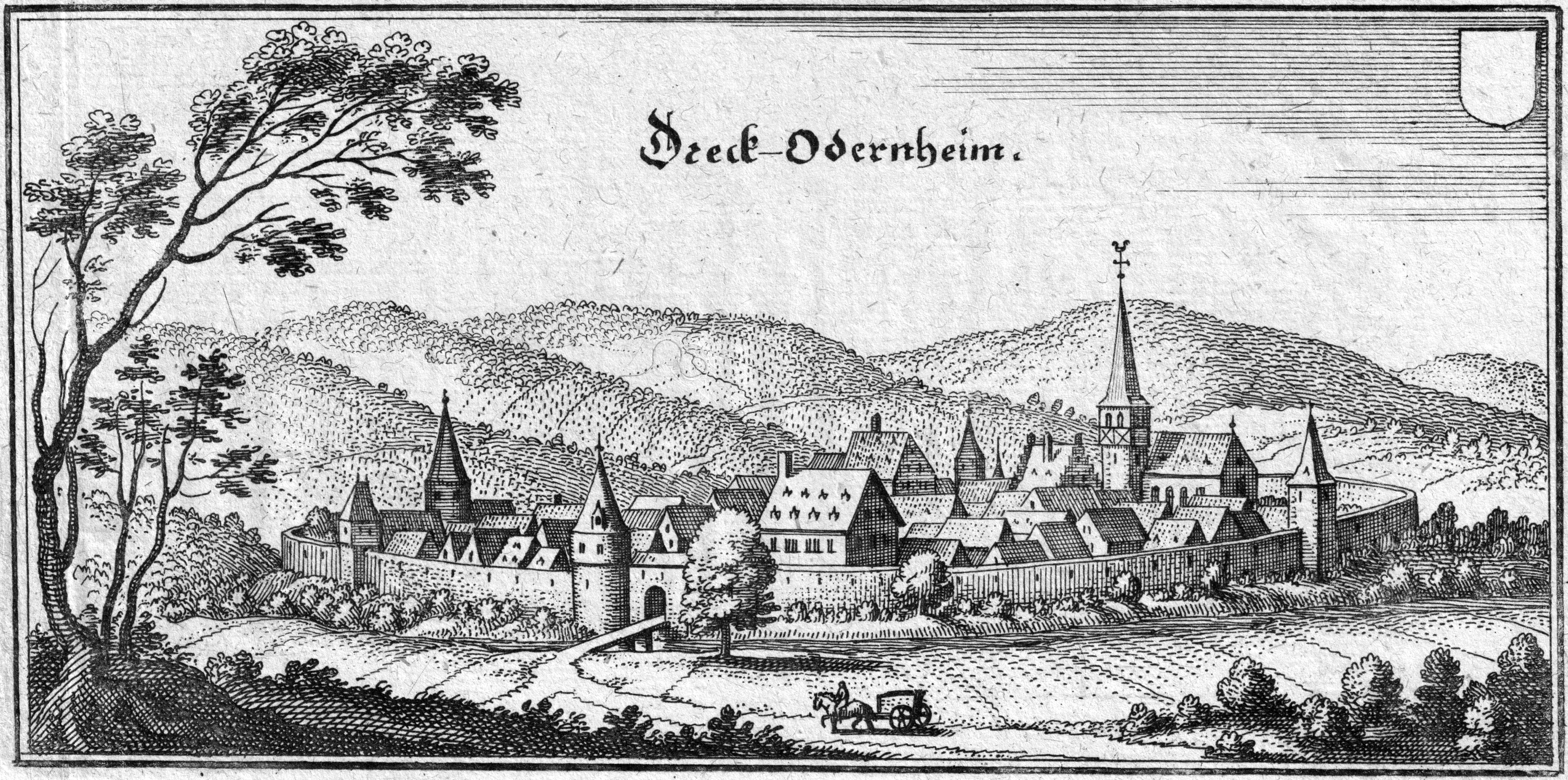
Odernheim im 17. Jahrhundert (Matthäus Merian)

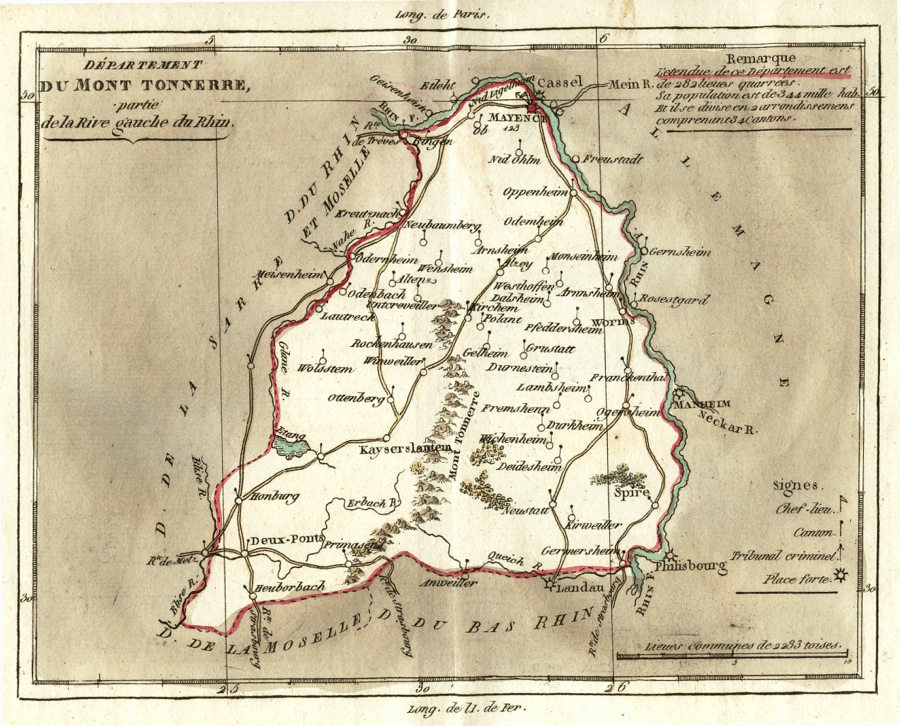
Odernheim im Nordwesten des Départements du Mont-Tonnerre zu Beginn des 19. Jahrhunderts

Odernheim am Glan ist eine Ortsgemeinde im Landkreis Bad Kreuznach in Rheinland-Pfalz. Sie gehört der Verbandsgemeinde Nahe-Glan an.

## Geographie

### Geographische Lage
Odernheim befindet sich an der Mündung des Glans in die Nahe. Zu den Nachbargemeinden Odernheims zählen Rehborn, Staudernheim, Duchroth, Boos und Lettweiler.
Zu Odernheim am Glan gehören auch die Wohnplätze Am Kapellenberg, Birkenhof, Charlottenhof, Elsenpfuhl, Heddarterhof, Niedermühle, Sonnenberghof, Disibodenberg und Disibodenbergerhof.

### Paläontologie
Bei Odernheim am Glan erstreckte sich in der Rotliegend-Zeit, dem älteren Abschnitt des Perm, vor etwa 290 Millionen Jahren ein Süßwassersee, in dem bis zu zwei Meter lange räuberische „Urlurche“ (Sclerocephalus haeuseri) lebten. Weltweit bekannt sind die kleinen Branchiosaurier (Kiemensaurier) Apateon pedestris und Micromelerpeton credneri von Odernheim. An dieser Fundstelle kamen auch fossile Eintagsfliegen zum Vorschein. Fossilien aus Odernheim werden im Paläontologischen Museum in Nierstein gezeigt.

## Geschichte
Der Ort wurde 976 erstmals urkundlich erwähnt und erhielt 1349 das Stadtrecht. 1108 wurde auf dem Disibodenberg am Zusammenfluss von Glan und Nahe bei Odernheim ein Benediktinerkloster gegründet. 1112 traten Jutta von Sponheim (um 1092–1136), Hildegard von Bingen (1098–1179) und ein weiteres Mädchen in eine eigens für sie eingerichtete Frauenklause des Benediktinerklosters auf dem Disibodenberg ein. Ungeachtet ihres Beinamens „von Bingen“ hielt sich Hildegard die längste Zeit ihres Lebens auf dem Disibodenberg bei Odernheim auf. 1147 trat Hildegard nach einer Vision dafür ein, auf dem Rupertsberg am Zusammenfluss von Nahe und Rhein bei Bingen ein Frauenkloster errichten zu lassen. Dorthin wollte sie mit der immer größer werdenden Frauengruppe des Benediktinerklosters auf dem Disibodenberg ziehen. 1150 zog Hildegard mit 18 Nonnen vom Disibodenberg in das Frauenkloster auf dem Rupertsberg ein.
Odernheim gehörte seit dem 12. Jahrhundert als Lehen, später auch voll, zu den Grafen von Veldenz und gelangte 1444 zum Herzogtum Pfalz-Zweibrücken. Während des bayerisch-pfälzischen Erbfolgekriegs wurde Odernheim 1504 fast ganz zerstört. Auch im Pfälzischen Erbfolgekrieg 1689 wurde Odernheim in Brand gesteckt. 1747 gründeten 20 Familien aus Odernheim die Kolonistensiedlung Müggelheim, die heute zu Berlin gehört. Im Rahmen eines Gebietsaustausches gelangte der Ort 1768 von Zweibrücken zur Kurpfalz. Bereits kurze Zeit später brach allerdings die Französische Revolution aus. Französische Truppen annektierten das Gebiet links des Rheins. Odernheims Stadtrechte wurden entzogen und der Ort wurde Mairie im französischen Staatsgebiet im Kanton Obermoschel im Arrondissement Kaiserslautern im Département du Mont-Tonnerre. Nach dem Wiener Kongress gehörte Odernheim von 1816 an zu Bayern, wo es bis zum Ende des Zweiten Weltkriegs verblieb. Bei der rheinland-pfälzischen Verwaltungsreform wurde Odernheim 1970 der neugebildeten Verbandsgemeinde Sobernheim im Landkreis Bad Kreuznach zugeordnet. Ein Jahr zuvor, 1969, wurde der Landkreis Rockenhausen aufgelöst, dem Odernheim bis zuletzt angehörte. In kirchlicher Hinsicht gehört Odernheim weiterhin zur Evangelischen Kirche der Pfalz und zum Bistum Speyer.
Statistik zur Einwohnerentwicklung
Die Entwicklung der Einwohnerzahl von Odernheim am Glan, die Werte von 1871 bis 1987 beruhen auf Volkszählungen:
| Jahr | Einwohner |
| ---- | --------- |
| 1815 | 845       |
| 1835 | 1.192     |
| 1871 | 1.333     |
| 1905 | 1.604     |
| 1939 | 1.664     |
| 1950 | 1.809     |
| 1961 | 1.983     |

| Jahr | Einwohner |
| ---- | --------- |
| 1970 | 1.991     |
| 1987 | 1.800     |
| 1997 | 1.767     |
| 2005 | 1.774     |
| 2011 | 1.722     |
| 2017 | 1.659     |
| 2023 | 1.720     |

## Politik

### Bürgermeister
Ortsbürgermeister ist Achim Schick (CDU). Bei der Kommunalwahl am 26. Mai 2019 wurde er mit einem Stimmenanteil von 53,76 % in seinem Amt bestätigt.
Schick wurde 2024 wiedergewählt.

### Wappen
| Wappen von Odernheim am Glan | Blasonierung: „In Silber auf grünem Dreiberg rechts ein goldenes Hochkreuz, auf das ein links danebenstehender blauer, goldbewehrter und rotbezungter Löwe die Pranke legt.“ |
| Wappen von Odernheim am Glan | |

## Kultur und Sehenswürdigkeiten

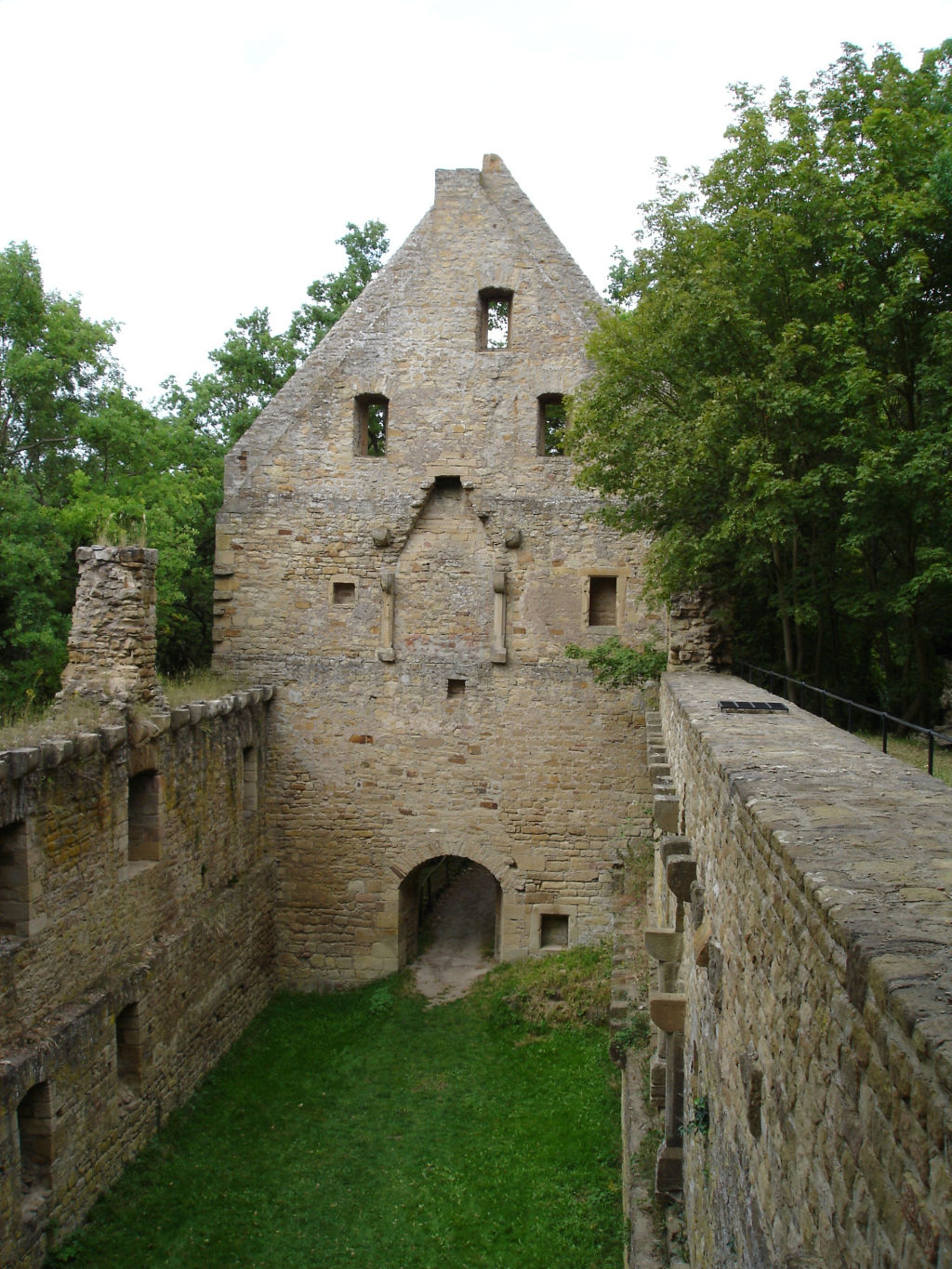
Ruine des Klosters Disibodenberg

### Bauwerke
Sehenswert ist der historische Ortskern mit dem Rathaus von 1541 und der teilweise erhaltenen Stadtmauer mit Stadttor sowie das „Zweibrücker Schloss“. Besonders erwähnenswert ist die Ruine des Klosters Disibodenberg, wo Hildegard von Bingen einen Teil ihres Lebens verbrachte und ihre bedeutenden Werke begann.
Siehe auch: Liste der Kulturdenkmäler in Odernheim am Glan

### Regelmäßige Veranstaltungen
Zu den alljährlichen Odernheimer Veranstaltungen zählt die Kerb am 4. Wochenende im September und der Weihnachtsmarkt am ersten Adventswochenende. Außerdem das Weinfest mit Wanderung am 2. Samstag im September sowie Fastnachtssitzungen in der Fastnachtszeit.

## Wirtschaft und Infrastruktur

### Verkehr
- Odernheim ist an den Landesstraßen 234 und 235 sowie der Kreisstraße 78 gelegen. Die nächstgelegenen Bundesstraßen sind die B 41 sowie die B 420, welche je 6–7 Kilometer entfernt sind.
- Odernheim erhielt 1896 durch Eröffnung der als unmittelbare Fortsetzung der Lautertalbahn gebauten Strecke Lauterecken–Odernheim Anschluss an das Eisenbahnnetz; ein Jahr später erfolgte der Lückenschluss nach Staudernheim. Dieses Teilstück ging 1904 in der in dem Jahr vollständig eröffneten Glantalbahn auf, die jedoch inzwischen stillgelegt ist. Da sich diese in Odernheim in die beiden Äste nach Staudernheim und nach Bad Münster verzweigte, wurde der Bahnhof Odernheim zu einem Eisenbahnknotenpunkt untergeordneter Bedeutung. Die Strecke einschließlich der beiden Verzweigungen ist inzwischen stillgelegt. Die Glantalbahn wird heute als Draisinenstrecke genutzt.
- Die ÖPNV-Anbindung wird über die Regiolinie der Busgesellschaft ORN erreicht, die in Lauterecken, Altenglan und Staudernheim bzw. Bad Sobernheim Anschluss an das Netz der Deutschen Bahn herstellt. Außerdem gibt es eine Busverbindung nach Bad Münster am Stein.

### Bildung
Odernheim besitzt einen Kindergarten sowie eine Grundschule.

### Tourismus
Odernheim ist an der Eisenbahn-Draisinenstrecke zwischen Altenglan und Staudernheim gelegen, was den Ort zunehmend bei Touristen bekannt macht. Mehrere Gästehäuser bieten Übernachtungsmöglichkeiten im Ort.

## Persönlichkeiten

### Ehrenbürger
- Daniel Häberle (1864–1934), Pfälzer Heimatforscher, in Odernheim begraben
- Pauline Mohr geb. Scheib (1921–2007)[7]

### In Odernheim geboren
- Georg Jacob Stockinger (1798–1869), Jurist und Mitglied der Frankfurter Nationalversammlung
- Heinrich Will (1808–1876), Hessen-Homburger Politiker und Landtagsabgeordneter
- Heinrich Carl Welsch (1808–1882), königlich bayerischer Badearzt in Bad Kissingen
- Carl Schmidt (1850–1915), Reichstagsabgeordneter und Bürgermeister
- Johannes Petri (1873―nach 1938), Verwaltungsjurist und Bezirksoberamtmann
- Karl Schworm (1889–1956), Nationalsozialist, Schriftsteller und Heimatdichter

### Mit Odernheim verbunden
- Hubertus Mynarek (1929–2024), Philosoph und Theologe, lebte in Odernheim.